# Räumlasmühle
Räumlasmühle ist ein Gemeindeteil der Stadt Schwarzenbach am Wald im Landkreis Hof (Oberfranken, Bayern). Räumlasmühle liegt in der Gemarkung Räumlas.

## Geografie
Die Einöde liegt im tief eingeschnittenen Tal der Thiemitz und ist allseits von Wald umgeben. Im Norden grenzt der Forst Schwarzenbach am Wald an. Die Kreisstraße HO 32/Kreisstraße KC 2 führt nach Thiemitz-Wallenfels (0,3 km südwestlich) bzw. nach Thiemitz-Schwarzenbach (1,3 km nordöstlich). Eine Gemeindeverbindungsstraße führt an Räumlasgrund vorbei nach Räumlas (1,1 km südöstlich).

## Geschichte
Räumlasmühle gehörte zur Realgemeinde Räumlas. Gegen Ende des 18. Jahrhunderts bestand Räumlasmühle aus zwei Anwesen (1 Mühle, 1 Gütlein). Die Hochgerichtsbarkeit sowie die Grundherrschaft über beide Anwesen hatte das bayreuthische Verwaltungsamt Bernstein am Wald.
Von 1797 bis 1810 unterstand Räumlasmühle dem Justiz- und Kammeramt Naila. Infolge des Ersten Gemeindeedikts wurde Räumlasmühle dem 1812 gebildeten Steuerdistrikt Bernstein und der zugleich entstandenen Ruralgemeinde Räumlas zugewiesen. Am 1. April 1971 wurde Räumlasmühle nach Straßdorf eingemeindet, das am 1. Mai 1978 im Zuge der Gebietsreform in Bayern nach Schwarzenbach eingegliedert wurde.

### Einwohnerentwicklung
| Jahr      | 001861 | 001871 | 001885 |
| Einwohner | 6      | 8      | 5      |
| Häuser    |        |        | 1      |
| Quelle    | [ 7 ]  | [ 8 ]  | [ 9 ]  |

## Religion
Räumlasmühle ist evangelisch-lutherisch geprägt und bis heute nach St. Michael (Bernstein am Wald) gepfarrt.